# Harry Hughes
Harry Roe Hughes (Easton (Maryland), 13 de noviembre de 1926 - Denton, 13 de marzo de 2019)  fue un político estadounidense del Partido Demócrata que se desempeñó como el Gobernador de Maryland desde 1979 hasta 1987.

## Primeros años y familia
Hijo de Helen (Roe) y Jonathan Longfellow Hughes. Hughes asistió a las escuelas públicas del condado de Caroline, Maryland, antes de asistir a la Academia Mercersburg en Mercersburg, Pennsylvania . Después de la escuela, Hughes sirvió en el Cuerpo Aéreo Naval de los Estados Unidos durante la Segunda Guerra Mundial .
Después de la guerra, Hughes continuó su educación asistiendo a la Universidad de Mount Saint Mary's ya la Universidad de Maryland, en la que se graduó en 1949. En Maryland, fue miembro del capítulo Alpha Psi de la fraternidad social Theta Chi . Recibió su título de abogado en la Escuela de Derecho de la Universidad George Washington en 1952 y fue admitido en el Colegio de Abogados de Maryland el mismo año. Hughes se casó con su esposa, Patricia Donoho Hughes, el 30 de junio de 1951. Tienen dos hijas, Ann y Elizabeth. Patricia Hughes murió el 20 de enero de 2010 en Denton a la edad de 79 años.
Antes de su elección como gobernador, Hughes fue abogado y jugador profesional de béisbol en la Eastern Shore League . De 1966 a 1970, Hughes fue el presidente del Comité Central del Estado Demócrata de Maryland. 

## Carrera política
Hughes comenzó su carrera política como miembro de la Cámara de Delegados de Maryland de 1955 a 1959, representando al Condado de Caroline . Fue elegido miembro del Senado de Maryland en 1959 para el distrito 15, en representación de los condados de Caroline, Cecil, Kent, Queen Anne y Talbot . En 1971, Hughes fue ofrecido y aceptó el cargo de Secretario de Transporte del estado. En 1978, sin embargo, Hughes renunció a su cargo debido a un desacuerdo en el Departamento de Transporte del Estado con respecto a la construcción de un metro en la ciudad de Baltimore.  
Los votantes rurales criticaron la permanencia de Hughes en la legislatura por haber emitido un voto decisivo que puso fin a la práctica de permitir al menos un senador o delegado estatal por condado. Entre 1994 y 2014, ningún miembro de la Asamblea General fue elegido del condado natal de Hughes, Caroline.  Hughes fue elegido gobernador en 1978 después de derrotar al teniente gobernador Blair Lee III en la elección primaria demócrata, y al republicano John Glenn Beall, Jr. en la elección general. Entre otras cosas, Hughes fue un firme defensor de la Bahía de Chesapeake. 
Él promulgó leyes como la aprobación del Acuerdo de la Bahía de Chesapeake, que puso en marcha los esfuerzos para proteger a la Bahía de la contaminación y la caza excesiva. También durante su administración, Maryland inició el comercio exterior con China. La crisis de Ahorros y Préstamos, que involucró el fracaso de muchas organizaciones de ahorro y préstamos en los Estados Unidos, golpeó a Maryland cerca del final de la gestión de Hughes con la ejecución en Old Court Savings and Loans, pero sin embargo se tomaron medidas para asegurar los ahorros y préstamos de Maryland. organizaciones Hughes sirvió dos términos, derrotando al retador republicano Robert A. Pascal en 1982, y concluyó su cargo de gobernador en 1987.  En 1986, Hughes y el congresista Michael D. Barnes buscaron sin éxito la nominación demócrata para el escaño en el Senado de los Estados Unidos que Charles "Mac" Mathias había dejado vacante. Perdieron ante Barbara Mikulski, quien ganó las elecciones generales.

## Carrera posterior
Hughes fue miembro del Chesapeake Bay Trust desde 1995 hasta 2003; miembro de la Junta de Regentes del Sistema Universitario de Maryland desde 1996 hasta 2000; el presidente de la Comisión de Pfiesteria de Blue Ribbon Citizens en 1997; el presidente de la Comisión de Nominaciones Judiciales de Apelaciones de Maryland de 1999 a 2003; y un miembro del Comité para establecer el Fondo de becas para sobrevivientes de Maryland de 2001 a 2002.     Hughes era miembro del Comité Asesor de la Junta Directiva de Eastern Shore Land Conservancy.
Hughes publicó una autobiografía en 2006. Harry Hughes murió el 13 de marzo de 2019, a los 92 años.